# فاطیما لوپز
فاطیما لوپز (انگلیسی: Fátima Lopes؛ زادهٔ ۸ مارس ۱۹۶۵) کارآفرین و طراح‌مد اهل پرتغال است.
او در سال ۲۰۰۶ از طراحان لباس تیم ملی فوتبال پرتغال بوده‌است.